# Blepisanis ochraceipennis
Blepisanis ochraceipennis är en skalbaggsart som först beskrevs av Ernst Gustav Kraatz 1882.  Blepisanis ochraceipennis ingår i släktet Blepisanis och familjen långhorningar.
Artens utbredningsområde är Kazakstan. Inga underarter finns listade.